# Сытобудское сельское поселение
Сытобу́дское сельское поселение — муниципальное образование в северной части Климовского района Брянской области. Административный центр — село Сытая Буда.
Образовано в результате проведения муниципальной реформы в 2005 году, путём преобразования дореформенного Сытобудского сельсовета.

## Население
| 2010 | 2011 | 2012 | 2013 | 2014 | 2015 | 2016 | 2017 | 2018 |
| ---- | ---- | ---- | ---- | ---- | ---- | ---- | ---- | ---- |
| 865  | ↘861 | ↘816 | ↘791 | ↘762 | ↘735 | ↘715 | ↗718 | ↗722 |
| 2019 | 2020 | 2021 |      |      |      |      |      |      |
| ↘704 | ↘701 | ↘642 |      |      |      |      |      |      |

## Состав сельского поселения
В состав сельского поселения входят 4 населённых пункта
| № | Населённый пункт | Тип населённого пункта       | Население |
| - | ---------------- | ---------------------------- | --------- |
| 1 | Великогайский    | посёлок                      | →13       |
| 2 | Первомайский     | посёлок                      | ↘14       |
| 3 | Рубежное         | село                         | ↘349      |
| 4 | Сытая Буда       | село, административный центр | ↘415      |